# AIM-82
L'AIM-82 était un missile air-air, dont le développement fut programmé par les États-Unis mais fut annulé avant-même que le moindre prototype n'ait été construit.

## Histoire
En 1969, l'US Air Force était en train de développer le F-15 Eagle.
Alors considéré comme étant l'avion de supériorité aérienne ultime, le futur avion se devait d'être aussi parfait que possible dans tous les domaines, et il fut décidé de développer un missile à courte portée entièrement nouveau, plutôt que de se fier aux modèles déjà existants, tel l'AIM-9 Sidewinder. L'AIM-82 devait être un missile « tous-aspects » capable d'accrocher sa cible sous tous les angles, chose que ne pouvait pas encore faire le Sidewinder de l'époque, qui n'était tiré que « par l'arrière » de ses cibles. Le guidage par infrarouge aurait procuré au missile des capacités « tire-et-oublie » (fire-and-forget), permettant à l'appareil tireur de se dégager une fois la cible engagée.
En 1970, un contrat de développement fut attribué aux compagnies General Dynamics, Hughes Aircraft et Philco-Ford. Des propositions furent effectuées la même année, mais au mois de septembre l'AIM-82 fut annulé. La raison principale de cet abandon venait du fait que l'United States Navy concentrait ses efforts sur le programme de l'AIM-95 Agile, qui devait mener à la création d'un missile air-air à courte portée pour le futur F-14 Tomcat. Rivalités inter-services mise-à-part, il semblait peu utile de développer deux missiles différents pour accomplir la même mission, et le développement de l'AIM-95 fut choisi.
Finalement, l'AIM-95 fut lui aussi annulé, et l'AIM-9 fut amélioré afin de pouvoir continuer son service. L'idée semble avoir été payante : le Sidewinder, amélioré au fil des décennies, est toujours en service à la fin des années 2010 et le restera très probablement encore quelques décennies.

## Caractéristiques
L'AIM-82 fut annulé à un stade où le concept initial n'avait même pas encore été fixé, donc aucune caractéristique particulière n'est disponible pour lui.